# Stropharia
Stropharia és un gènere de bolets agaricals de la família de les estrofariàcies (Strophariaceae) de mida de mitjana a grossa i amb un anell característic al seu peu (estípit). Entre les seves espècies es troba el bolet comestible Stropharia rugosoannulata mentre que en el cas del bolet Stropharia aeruginosa algunes fonts el qualifiquen de comestible i altres de tòxic. Stropharia rugosoannulata es considera una exquisidesa si es menja jove i actualment és cultiva molt a l'exterior en els climes temperats.
A Espanya tot el gènere Stropharia figura dins la llista de plantes de venda regulada.

## Taxonomia
El seu nom científic deriva del grec 'στροφος/strophos' que significa "cinturó". Es considera un grup polifilètic i presenta molta variació interna.
El fong psicodèlic anteriorment classificat com Stropharia cubensis es va reclassificar dins el gènere Psilocybe pel micòleg Rolf Singer com Psilocybe cubensis.,
- Stropharia acanthocystis
- Stropharia aeruginosa
- Stropharia agaricoides[7]
- Stropharia albivelata
- Stropharia albonitens
- Stropharia alcis
- Stropharia aurantiaca
- Stropharia caerulea
- Stropharia coronilla
- Stropharia halophila
- Stropharia hornemannii
- Stropharia inuncta
- Stropharia kauffmanii
- Stropharia lepiotiformis
- Stropharia luteonitens
- Stropharia mammillata
- Stropharia melanosperma
- Stropharia pseudocyanea
- Stropharia rugosoannulata
- Stropharia semiglobata
- Stropharia squamulosa
- Stropharia venusta[7]

## Galeria

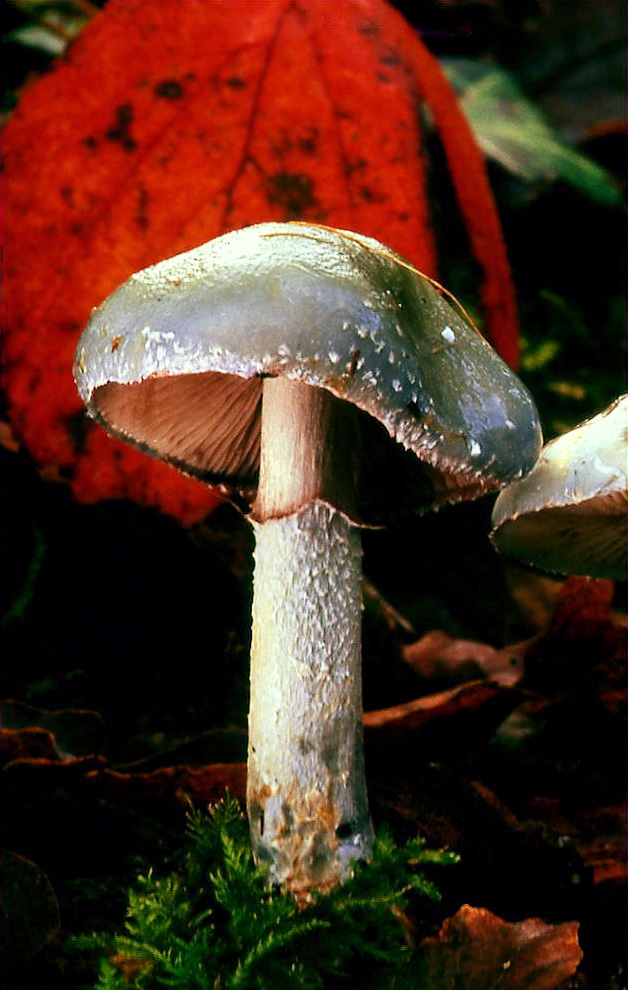
Stropharia aeruginosa
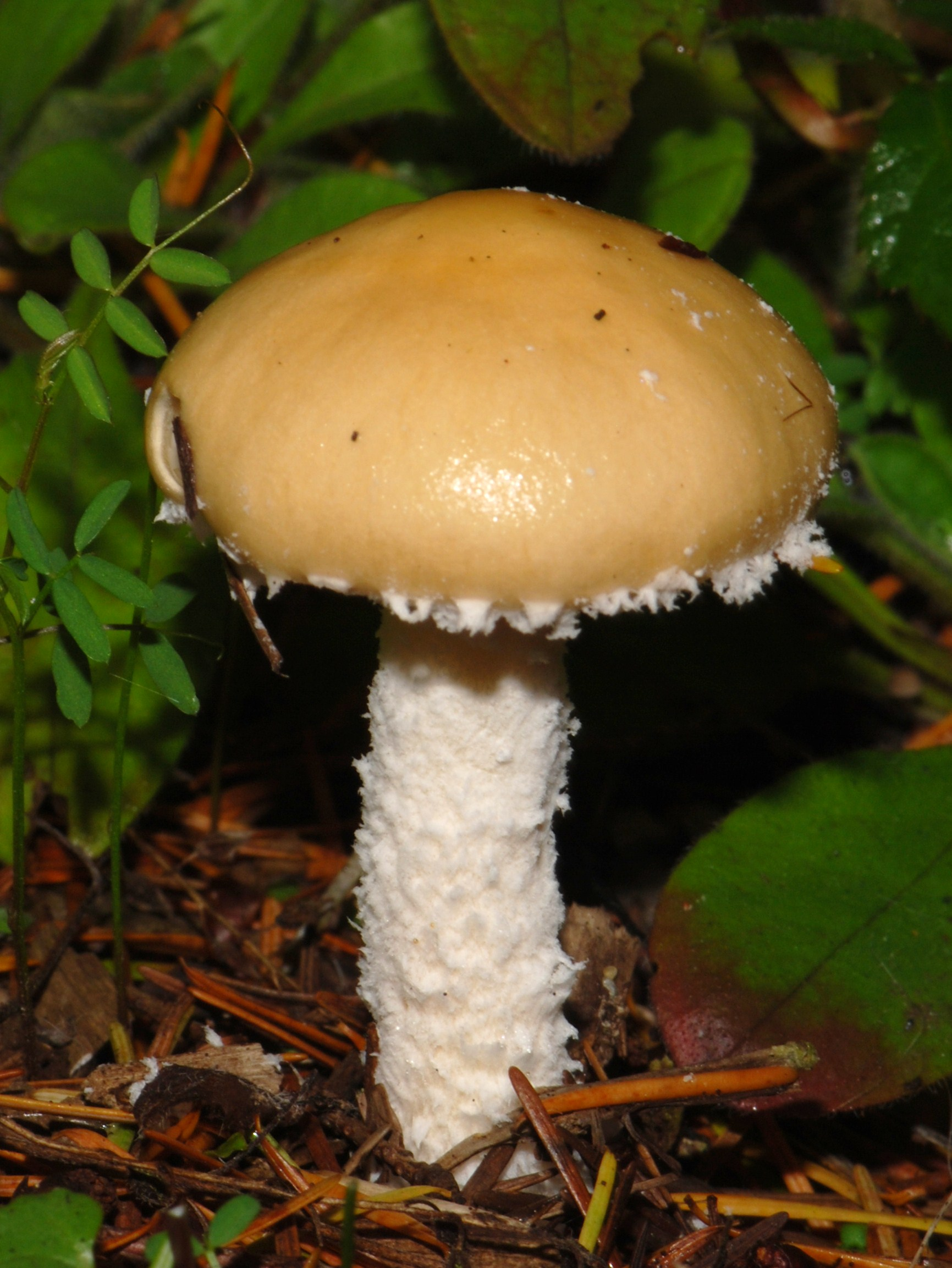
Stropharia ambigua